# كانساس (إلينوي)
كانساس (بالإنجليزية: Kansas)‏ هي منطقة سكنية تقع في الولايات المتحدة في مقاطعة إدغار، إلينوي.  يقدر عدد سكانها بـ 787 نسمة  وترتفع عن سطح البحر 217 متر.

## التركيبة السكانية
حدّد مكتب تعداد الولايات المتحدة بيانات التركيبة السكانية لكانساس في تعداد الولايات المتحدة. في ما يلي، التركيبة السكانية حسب تعدادي 2000 و2010.

### تعداد عام 2000
بلغ عدد سكان كانساس 842 نسمة بحسب تعداد عام 2000، وبلغ عدد الأسر 340 أسرة وعدد العائلات 228 عائلة مقيمة في القرية. في حين سجلت الكثافة السكانية 317.7 نسمة لكل كيلومتر مربع (822.8/ميل2). وبلغ عدد الوحدات السكنية 378 وحدة بمتوسط كثافة قدره 142.6 لكل كيلومتر مربع (369.3/ميل2).
وتوزع التركيب العرقي للقرية بنسبة 98.46% من البيض و0.36% من الأمريكيين الأفارقة و0.71% من الأمريكيين الأصليين و0.12% من الأمريكيين ذوي الأصول الآسيوية و0.12% من سكان جزر المحيط الهادئ و0.24% من عرقين مختلطين أو أكثر و1.43% من الهسبانيون أو اللاتينيون من أي عرق.
بلغ عدد الأسر 340 أسرة كانت نسبة 35.3% منها لديها أطفال تحت سن الثامنة عشر تعيش معهم، وبلغت نسبة الأزواج القاطنين مع بعضهم البعض 52.1% من أصل المجموع الكلي للأسر، ونسبة 10.6% من الأسر كان لديها معيلات من الإناث دون وجود شريك،  بينما كانت نسبة 4.4% من الأسر لديها معيلون من الذكور دون وجود شريكة وكانت نسبة 32.9% من غير العائلات. تألفت نسبة 29.7% من أصل جميع الأسر من عدة أفراد يعيشون في نفس المنزل ونسبة 17.1% كانت تتألف من شخص يعيش بمفرده يبلغ من العمر 65 عاماً أو أكثر. وبلغ متوسط حجم الأسرة المعيشية 2.48، أما متوسط حجم العائلات فبلغ 3.03.
بلغ العمر الوسطي للسكان 37.8 عاماً. وكانت نسبة 28% من القاطنين تحت سن الثامنة عشر، وكانت نسبة 6.9% بين الثامنة عشر والرابعة والعشرين عاماً، ونسبة 25.1% كانت واقعةً في الفئة العمرية ما بين الخامسة والعشرين والرابعة والأربعين عاماً، ونسبة 23.4% كانت ما بين الخامسة والأربعين والرابعة والستين، ونسبة 16.6% كانت ضمن فئة الخامسة والستين عاماً فما فوق. يوجد لكل 100 أنثى 90.1 ذكر، ويوجد لكل 100 أنثى في الثامنة عشر من عمرها فما فوق 88.8 ذكر.
بلغ متوسط دخل الأسرة في القرية 27,688 دولارًا، أما متوسط دخل العائلة فبلغ 34,318 دولارًا. وكان متوسط دخل الذكور 28,942 دولارًا مقابل 19,333 دولارًا للإناث. وسجل دخل الفرد الخاص بالقرية 14,590 دولارًا. وكانت نسبة 12.5% من العائلات ونسبة 15.4% من السكان تحت خط الفقر، وكان من هؤلاء نسبة 20.3% تحت سن الثامنة عشر ونسبة 15% في الخامسة والستين من العمر وما فوق.

### تعداد عام 2010
بلغ عدد سكان كانساس 787 نسمة بحسب تعداد عام 2010، وبلغ عدد الأسر 345 أسرة وعدد العائلات 221 عائلة مقيمة في القرية. في حين سجلت الكثافة السكانية 297 نسمة لكل كيلومتر مربع (769.2/ميل2). وبلغ عدد الوحدات السكنية 380 وحدة بمتوسط كثافة قدره 143.4 لكل كيلومتر مربع (371.4/ميل2).
وتوزع التركيب العرقي للقرية بنسبة 98.48% من البيض و1.02% من الأمريكيين الأفارقة و0.13% من الأعراق الأخرى و0.38% من عرقين مختلطين أو أكثر و1.40% من الهسبانيون أو اللاتينيون من أي عرق.
بلغ عدد الأسر 345 أسرة كانت نسبة 31.9% منها لديها أطفال تحت سن الثامنة عشر تعيش معهم، وبلغت نسبة الأزواج القاطنين مع بعضهم البعض 48.4% من أصل المجموع الكلي للأسر، ونسبة 10.7% من الأسر كان لديها معيلات من الإناث دون وجود شريك،  بينما كانت نسبة 4.9% من الأسر لديها معيلون من الذكور دون وجود شريكة وكانت نسبة 35.9% من غير العائلات. تألفت نسبة 29% من أصل جميع الأسر من عدة أفراد يعيشون في نفس المنزل ونسبة 11.3% كانت تتألف من شخص يعيش بمفرده يبلغ من العمر 65 عاماً أو أكثر. وبلغ متوسط حجم الأسرة المعيشية 2.28، أما متوسط حجم العائلات فبلغ 2.75.
بلغ العمر الوسطي للسكان 38.2 عاماً. وكانت نسبة 24.7% من القاطنين تحت سن الثامنة عشر، وكانت نسبة 6.6% بين الثامنة عشر والرابعة والعشرين عاماً، ونسبة 26.2% كانت واقعةً في الفئة العمرية ما بين الخامسة والعشرين والرابعة والأربعين عاماً، ونسبة 24.7% كانت ما بين الخامسة والأربعين والرابعة والستين، ونسبة 17.9% كانت ضمن فئة الخامسة والستين عاماً فما فوق. وتوزع التركيب الجنسي للسكان بنسبة 48.3% ذكور و51.7% إناث.